# 克里斯·思奎爾
克里斯多福·羅素·愛德華· 「克里斯」·思奎爾（Christopher Russell Edward "Chris" Squire，1948年3月4日—2015年6月27日），是一位英國的搖滾歌手與詞曲創作者。他是是乐队的創始成員之一，位置是貝斯吉他手。2015年5月19日，他因確診罹患了急性紅細胞白血病而取消所有演出工作；2015年6月27日，他病逝於美國亞利桑那州鳳凰城。28日，由樂隊的其他成員證實了這項消息。

## 外部連結
- 官方网站
- 克里斯·思奎爾在互联网电影资料库（IMDb）上的資料（英文）